# Cadulus minusculus
Cadulus minusculus är en blötdjursart som beskrevs av Dall 1889. Cadulus minusculus ingår i släktet Cadulus och familjen Gadilidae. Inga underarter finns listade i Catalogue of Life.